# Хайдон
Хайдон — река в России, протекает по территории Алагирского и Ардонского районов республики Северная Осетия-Алания. Представляет собой протоку Ардона. Длина реки составляет 18 км.
Отделяется от Ардона напротив Алагира, течёт в северо-восточном направлении через сёла Цаликово, Ногкау, Кадгарон. Впадает в Фиагдон между Ардоном и Кирово слева в 26 километрах от его устья. Скорость течения воды в реке — 1,2 м/с.
Основные притоки — реки Суадагдон и Хаталдон — впадают справа.

## Данные водного реестра
По данным государственного водного реестра России относится к Западно-Каспийскому бассейновому округу, водохозяйственный участок реки — Ардон. Речной бассейн реки — реки бассейна Каспийского моря междуречья Терека и Волги.
Код объекта в государственном водном реестре — 07020000112008200003293.